# Edwin Abbott Abbott
Edwin Abbott Abbott (1834 - 1926) va ser un professor i escriptor anglès, conegut per la seva novel·la Flatland.

## Biografia
Els seus pares, Edwin i Jane Abbott, eren cosins germans, per això els seus dos cognoms idèntics, i és possible que tingués com malnom Abbott al quadrat o A quadrat, cosa que tindrà la seva importància en la seva obra. El seu pare era cap d'estudis de la Philological School de Marylebone i li va proporcionar una bona educació. Abbott va fer els seus estudis secundaris entre 1850 i 1857 a la City of London School, ona va fer grans amistats.
El 1857 començà els seus estudis universitaris al Saint John's College de la universitat de Cambridge, on el 1860 rebé la medalla Camden pel millor poema escrit en hexàmetres llatins on va acabar els seus estudis el 1861, essent el primer en els exàmens de clàssiques i el segon en els de matemàtiques.
Entre 1862 i 1864 va ser professor de la King Edward's School de Birmingham. Durant aquest període és ordenat successivament diaca (1862) i sacerdot (1863) i, a més, es casa amb la germana d'un amic, Mari Elizabeth Rangeley. Els dos anys següents fou director assistent del Clifton College de Bristol.
El 1865 retorna a Londres per a fer-se càrrec de la direcció de la seva antiga escola, la City of London School, càrrec que va mantenir fins que es va retirar el 1889, amb només cinquanta-un anys, per a dedicar-se plenament a escriure.
Abbott és autor de diversos llibres de gramàtica, teologia i literatura; va editar i comentar les obres de Francis Bacon i va escriure un tractat en cinc volums sobre els quatre evangelis canònics i les seves interrelacions.
Però l'obra per la qual és més conegut és la seva novel·la Flatland (traduïda al català com Planilàndia) escrita sota el pseudònim de A. Square (A al quadrat) en la que explica les peripècies d'un quadrat (el protagonista, en primera persona) que viu en un món bidimensional i només es relaciona amb altres polígons fins que viatja a un món unidimensional (i és incapaç de veure les línies) i una esfera el porta a visitar un món tridimensional (i quan torna és empresonat per dir que existeix tal món). La novel·la té tres nivells de lectura: la primera, i més òbvia, és la sàtira de la rígida societat victoriana; la segona és científica, veient tan difícil la comprensió de la tercera dimensió per a un quadrat, reflexiona sobre la possibilitat de comprensió d'una quarta dimensió pels humans; finalment, el nivell més profund, es pot veure com una metàfora de l'experiència mística de la hiperrealitat.

## Obres
- 1870 A Shakespearian Grammar
- 1871 English Lessons for English People
- 1876 Latin Prose Through English Idiom
- 1878 How to parse (Com analitzar)
- 1878 Philochristus: Memoirs of a Disciple of the Lord
- 1881 How to Tell the Parts of Speech: An Introduction to English Grammar
- 1882 Onesimus: Memoirs of a Disciple of St. Paul
- 1884 Flatland: Romance of Many Dimensions
- 1885 Francis Bacon: An Account of His Life and Works
- 1886 The Kernel and the Husk
- 1891 Philomythus, an Antidote Against Credulity
- 1892 The Anglican Career of Cardinal Newman
- 1905 Johannine Grammar
- 1906 Silanus, the Christian
- 1909 The message of the Son of man
- 1915 The Fourfold Gospel